# Hermannshütte (Hörde)

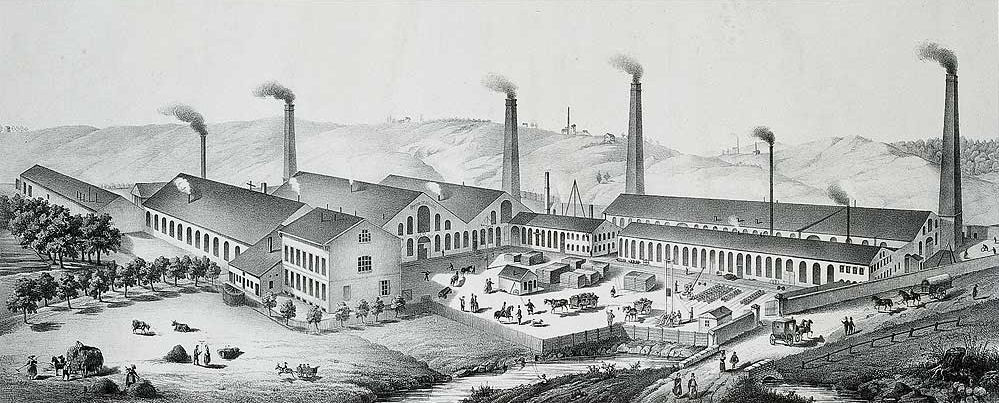
Die Hermannshütte auf einer Lithografie von 1850/60

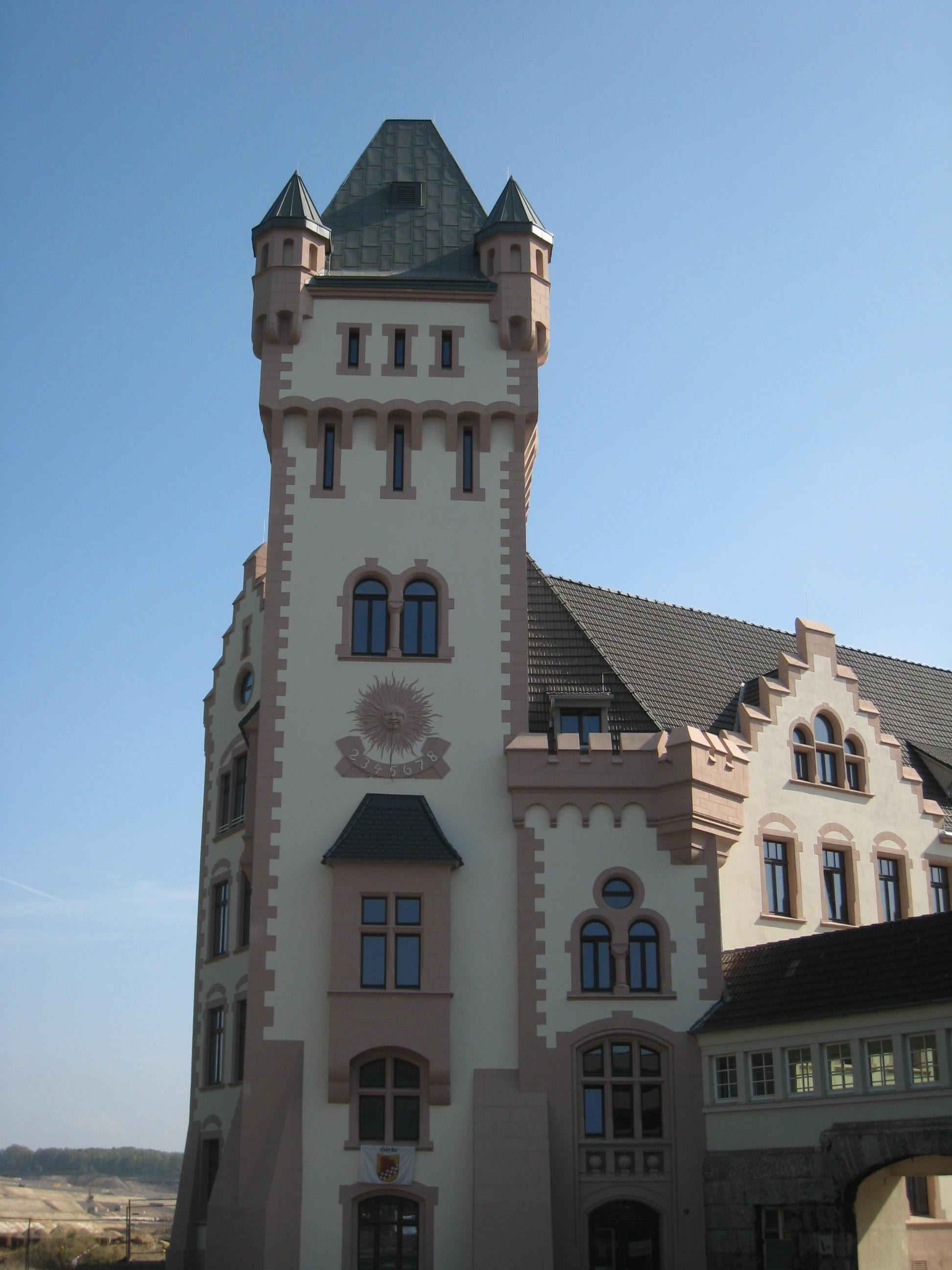
Die Hörder Burg – der Verwaltungssitz der Hermannshütte

Die Hermannshütte war ein Stahl- und Eisenwerk im Dortmunder Stadtteil Hörde.

## Geschichte
Der Iserlohner Fabrikant Hermann Diedrich Piepenstock hatte das väterliche Unternehmen, eine kleine Fabrikation von Stecknadeln und Haken, auf verschiedenste Fabrikationszweige ausgedehnt. 1828 richtete er ein Walzwerk ein und baute 1835 die erste Weißblechfabrik Westfalens. Am 23. Oktober 1840 kaufte er ein Gelände an der Hörder Burg, um dort eine Eisenhütte zu errichten, die nach englischem Vorbild Stahl produzieren und im selben Unternehmen weiterverarbeiten sollte. Am 17. November 1841 erhielt er die Genehmigung für den Bau der Hermannshütte. 1842 besichtigte König Friedrich Wilhelm IV. das entstehende Werk, das im Folgejahr seine Produktion aufnahm.
Das Werk, das unter der Leitung des englischen Ingenieurs Samuel Dobbs errichtet wurde, arbeitete nach dem in England entwickelten innovativen Puddelverfahren und konnte so in größerem Maßstab Roheisen zu Stahl verarbeiten, der wiederum zu Stabeisen, Bandeisen und vor allem zu Eisenbahnschienen gewalzt wurde. Die Anlage wurde komplett mit Dampfkraft betrieben. 1849 waren zwölf Dampfmaschinen mit einer Gesamtleistung von ca. 500 PS im Einsatz. 42 Puddelöfen versorgten u. a. vier Walzstraßen für Eisenbahnschienen und eine Räder- und Achsenfabrik. 800 Arbeiter schafften rund 500 Schienen täglich und zwölf Radsätze.
1846 wurde die Hermannshütte aus den Piepenstockschen Betrieben ausgegliedert und in eine offene Handelsgesellschaft umgewandelt. 1852 erhielt man die Konzession zur Einrichtung einer Aktiengesellschaft, die Hermannshütte wurde zentraler Bestandteil des neu gegründeten Hörder Bergwerks- und Hütten-Vereins und später des Hoesch-Konzerns. Der Bereich wurde später Phoenix Ost genannt.
Nach Stilllegung des Werks im April 2001 wurden Teile der Anlagen nach China transportiert und dort wieder in Betrieb genommen. Die Gebäude wurden 2003 bis 2004 nahezu vollständig abgerissen.
Auf dem Gelände der Hermannshütte befindet sich heute der Phoenix-See.